# 小田朝興
小田 朝興（おだ ともおき）は戦国時代の武将。
成田氏から武蔵小田氏の小田顕家の養子に入り私市城城主となる。永禄6年（1563年）上杉輝虎に私市城を攻められ落城した。
| スタブアイコン | サブスタブ | この項目は、まだ閲覧者の調べものの参照としては役立たない、人物に関連した書きかけの項目です。この項目を加筆・訂正などしてくださる協力者を求めています（P:人物伝/PJ:人物伝）。 |